# Gabino Peral Torre
Gabino Peral Torre fue un sacerdote agustino nacido en Villalbeto de la Peña (Palencia) el 15 de septiembre de 1923. Desde 1966 fue el obispo de la diócesis de Iquitos (Perú). Tras muchos años de trabajo y por problemas de salud, en 1991 presentó, ante el Papa Juan Pablo II, la renuncia al gobierno pastoral de este vicariato apostólico. Tras una larga enfermedad, murió en Bogotá, Colombia a los 78 años, el 24 de enero de 2002.
Durante su etapa en la diócesis de Iquitos, coincidió con el filólogo e indigenista, también palentino de Villabasta, el Padre Lucas Espinosa, del que se sentía gran admirador y al que llegó a denominar en un informe misional como insuperabilis apostolus, 'el insuperable apóstol'.[cita requerida]